# Tossal Gros (Alfés)
El Tossal Gros és una muntanya de 252 metres que es troba al municipi d'Alfés, a la comarca catalana del Segrià.